# 劉封
劉 封（りゅう ほう）は、中国後漢末期の武将。字は不明。父は寇氏、母は不明。劉備の養子。荊州長沙郡羅県の人。

## 生涯
元々は寇氏の子で、長沙劉氏の甥であった。劉備に実子劉禅が生まれる建安12年（207年）以前、当時荊州に滞在し、未だ世継ぎのなかった劉備から養子に迎えられた。
建安17年（212年）、劉備が益州攻略戦に乗り出した。劉封は当時20余歳だったが武芸・気力ともに人より優れていたことから、諸葛亮・張飛らと共にこの戦いに参加し、随所で武功を挙げた。益州平定後、劉封は副軍中郎将に任じられた。
建安24年（219年）、宜都太守の孟達は劉備に命じられ、房陵を攻略し、諸葛亮の姉の夫である房陵太守の蒯祺を殺した。孟達は続いて上庸に進軍したが、孟達1人では心許ないと思った劉備は、劉封を漢中から派遣するとともに、李厳を甘丹の都督として送り込んで上庸で合流させ、孟達の軍を統率させた。劉封と孟達は申耽を降伏させ、劉封は副軍将軍に昇進した。
同年に樊城で曹仁を包囲した関羽から何度も援軍を要請されたが、占領したばかりでまだ動揺が収まっていないという理由で、これを拒否した。その結果、曹仁に援軍を要請された曹操が派遣した徐晃と趙儼と、孫権が派遣した呂蒙の挟撃を受けて関羽は大敗し、後に潘璋配下の馬忠に捕らわれて処刑された。劉封・孟達はこの事で劉備の深い恨みを買った。また、劉封は孟達とも対立しており、後に彼の軍楽隊を接収した。
建安25年（220年）7月、劉封に対する憤りと関羽を敗死させた罪への恐れから、孟達は魏に出奔。魏は孟達を建武将軍・新城太守に任じ、夏侯尚・徐晃と共に劉封を攻めさせた。その際、孟達は劉封の立場の危うさを指摘し、魏に帰順することを促す手紙を送ったが、劉封は従わなかった。しかし、申耽の弟の申儀などが反乱を起こし、劉封を襲ったため上庸は陥落し、成都への敗走を余儀なくされた。
劉備は、劉封が孟達を魏に奔らせたこと、関羽を救わなかったことを責めた。諸葛亮はこれに乗じて、劉封の剛勇さは次代の劉禅では制御し難くなるという理由から、劉封を除くように進言した。かくして劉封は死を賜る事になった。自決の際、劉封は「ああ、孟達の言葉に従わなかったばかりに…」と嘆いた。これを聞いた劉備は彼のために涙を流した。
子の劉林は誅殺されず牙門将に任命され、蜀漢滅亡後の咸熙元年（264年）、河東郡に移住した。
『三国志』の撰者陳寿の評では、「先主（劉備）に嫌疑をかけられる立場に追い詰められているにも拘らず、その対策を全く立てようとしなかった。その身の破滅は当然である」と強く批判している。

## 三国志演義
小説『三国志演義』では、樊城県令劉泌の甥で、劉封の器量に惚れた劉備の養子となり、劉禅が生まれた以降に養子に迎えられた事になっており、史実とは順序が逆転している。
それを知った関羽は、「阿斗（劉禅）君がいるのになぜ養子をとるのですか?これでは劉表の諸子によるお家騒動の二の舞になるのではありませんか?」と不平不満を洩らした。
以降は、主に関平らと共に軍師龐統の命で劉璋配下の高沛・楊懐を斬り捨てるなど大いに活躍するようになる。龐統が亡くなると諸葛亮の指揮下で黄忠と厳顔の戦いに同伴したり、孟達とともに活躍して徐晃および曹操の子の曹彰に一騎討ちで敗れた。
後年に、関羽が麦城で呂蒙の包囲を受けて、廖化を派遣して、援軍を要請するも孟達の進言で見殺しにしてしまう。翌年に孟達の裏切りで、徐晃・夏侯尚率いる魏軍に大敗を喫し、やむなく成都に逃れる。怒った劉備はたちまち劉封の処刑を部下に命じるが、劉封が孟達からの魏への投降勧誘を断り、使者を斬って信書を破り捨てていたことを理由に諸葛亮らが処刑の中止を進言するも、一足遅く劉封は処刑されてしまう。劉備は、一時の怒りで劉封を処刑してしまったことを嘆き悲しみ、病に倒れる事になる。

## 三国志平話
同じく小説『三国志平話』では、『蜀志』劉封伝と同様に羅侯の寇氏の子で、劉備の養子として博望坡の戦いから登場する。後年に養父の劉備が漢中王に即位すると、関羽の進言で劉備の後継者から外されて、葭萌関節度使に左遷された。そのために劉備の実子の劉禅を推薦した関羽を恨み、関羽が呂蒙に包囲されて窮地に陥り、援軍を要請しても、孟達とともにこれを無視し続けた。そのために諸葛亮の書状によって、処刑された。

## 参考資料
- 『三国志平話』中巻・下巻（二階堂善弘・中川諭（翻訳）、光栄、1999年） ISBN 978-4877196783（旧：ISBN 4877196781）